# 화성 봉림사 목조아미타여래좌상
화성 봉림사 목조아미타여래좌상(華城 鳳林寺 木造阿彌陀如來坐像)은 대한민국 경기도 화성시 봉림사에 있는 고려 시대의 목조 아미타여래 좌상이다. 1989년 4월 15일 대한민국의 보물 제980호로 지정되었다.

## 개요
봉림사 법당에 모셔져 있는 목불좌상으로 1978년 불상 몸에 다시 금칠을 할 때 발견된 기록을 통해 고려 공민왕 11년(1362)을 하한으로 아미타불상이 조성되었음이 밝혀졌다.
얼굴은 단아하고 엄숙한 표정이며 무게있는 몸은 단정하고 앞으로 약간 숙여져 있다. 양 어깨를 감싸 흘러내린 옷은 가슴에서 매는 띠매듭이 사라지고, 3줄의 옷주름이 묘사되어 특징적이다.
전체적으로 고려 후기를 대표할 만한 뛰어난 작품이다.

## 사진

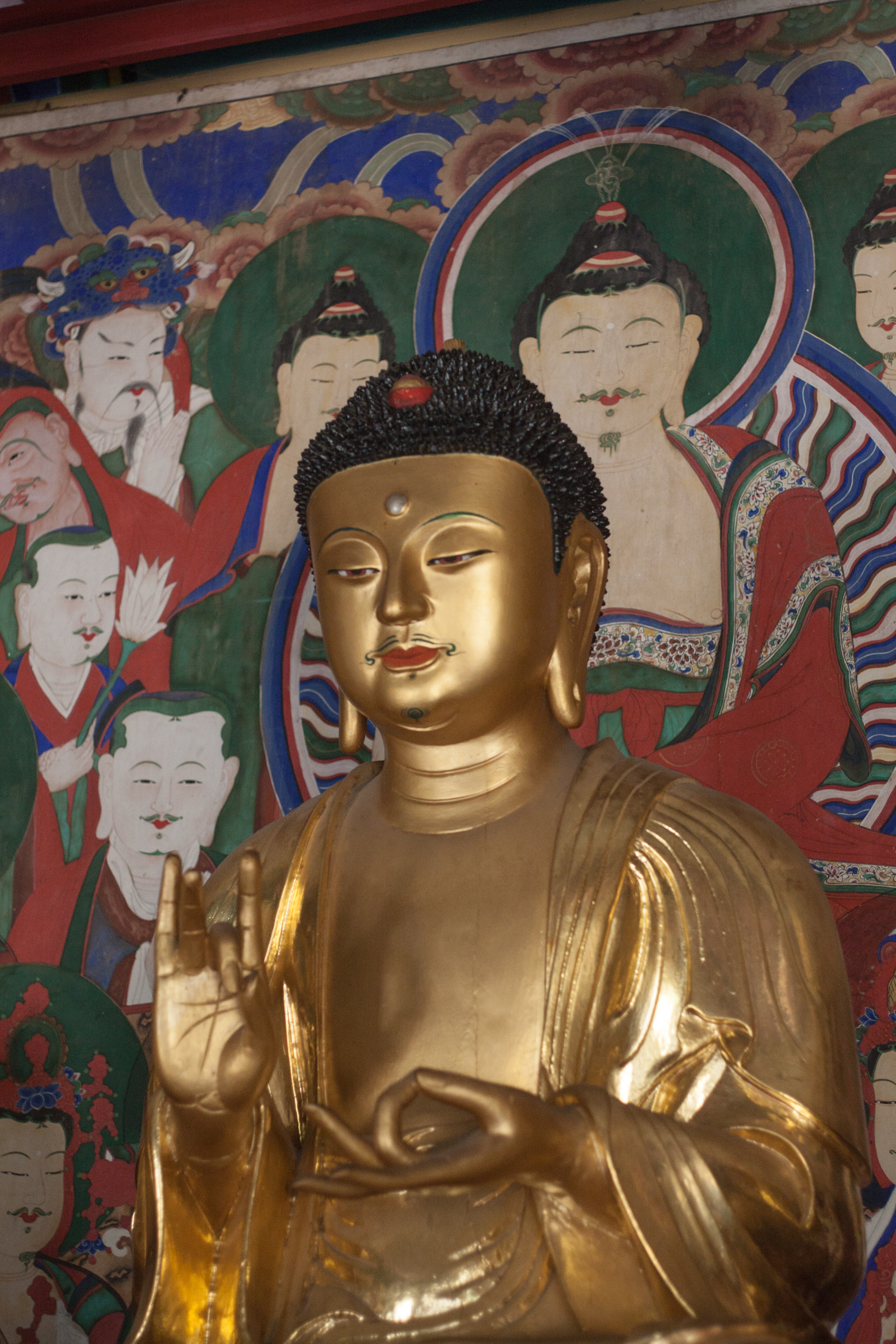

## 같이 보기
- 화성 봉림사 목조아미타불좌상복장전적일괄 : 보물 제1095호